# まえばしCITYエフエム

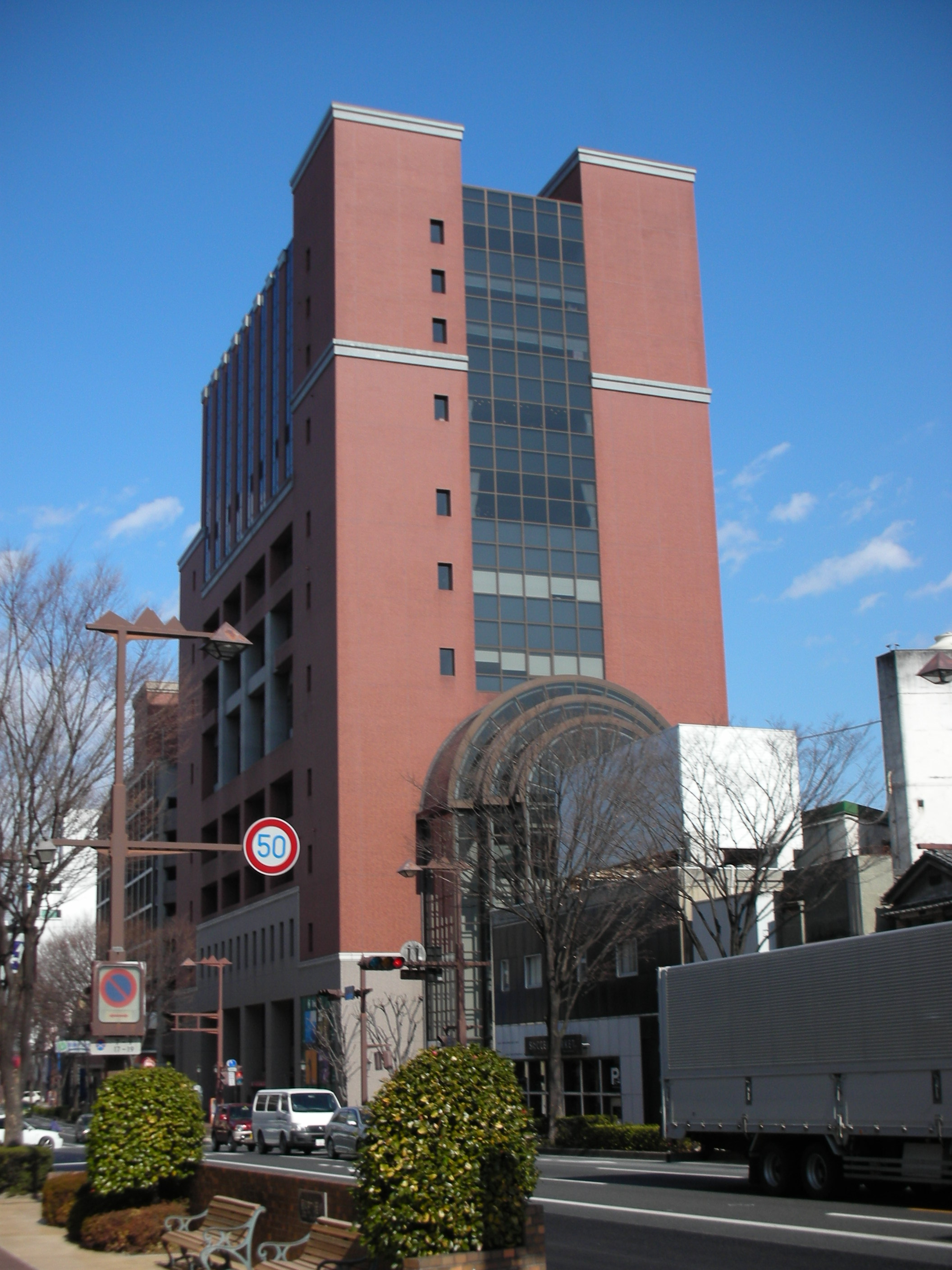
送信所所在地の前橋テルサ

株式会社まえばしCITYエフエム（まえばしシティエフエム）は、群馬県前橋市、北群馬郡吉岡町、高崎市の各一部地域を放送区域として超短波放送（FM放送）を営む特定地上基幹放送事業者である。M.wave（エム・ウェーブ）の愛称でコミュニティ放送を行っている。

## 概要
2011年（平成23年）開局。
放送エリアは前橋市とその周辺地域
。
本社・スタジオは前橋プラザ元気21内にあり、国道50号側から放送の様子を見ることができる。
自社制作番組以外の時間帯の多くはJ-WAVEの番組を放送。J-WAVEの再送信は関東地方初かつ唯一の事例であり、『秘密のケンミンSHOW』（読売テレビ制作）でも開局間もない2011年10月6日放送回にて取り上げられた。これは同県にてJ-WAVEが難聴地域であるためである。

## 沿革
- 2010年（平成22年）
  - 10月5日　株式会社まえばしCITYエフエム設立
  - 12月14日　放送局（現特定地上基幹放送局）の予備免許取得
- 2011年（平成23年）
  - 1月21日　開局
- 2017年（平成29年）
  - 4月1日　けやきウォーク前橋にサテライトスタジオ開設

## 主な自社制作番組
2019年（令和元年）5月現在
末尾☆は本社スタジオより生放送　末尾★はけやきウォーク前橋サテライトスタジオより生放送
- おはよう!まえばしcolor（月 - 金 7:25 - 9:00）☆
- Clip-クリップ-（月 - 金 12:00 - 13:00、再放送 24:00 - 25:30）☆
- M-WAVE EVENING EXPRESS（月 - 金 17:30 - 18:29）★
- Mwave news
- 防犯チャンネル845（月 - 金 16:00 - 16:30）☆
- ムーちゃんのまえばしSow業ラジオ（金 15:00 - 15:30）☆
- まえばしモリAGE団!（火・第1週と第3週のみ 20:00 - 20:29）☆
- まるちゃんの自論公論（金 19:00 - 19:30）☆

### 市民制作番組
月曜日
- やきMONDAY あん入り260円（第1・3・5週の月 19:00 - 19:30）☆

火曜日
- タイムカプセルを掘り起こせ! 〜新時代の設計図〜（火 21:00 - 21:30）
- きしん伝心（火 19:00 - 20:00）☆
- あすなろキャンパス広報部/やる気のラジオ（火 20:30 - 21:00）

水曜日
- ラッシャー＆つるのナントカカントカ（水 19:00 - 19:30）☆

木曜日
- リアルKAIGO〜群馬の介護をより良いものに〜（木 19:00 - 19:30）
- 木村ユタカのゆるっとふわっとユタカの時間（木 20:30 - 21:00）
- BREAKERZ・SHINPEIの”筋肉の乱れは心の乱れ”（木 21:00 - 21:30　※第1・第2週のみ放送）
- 沖縄MUSIC WAVE（木 21:30 - 22:00）

金曜日
- いつだって元気よ!（金 10:00 - 10:30）
- こせんちゃんのMy Favorite Songs（金 13:00 - 15:00 Family Smile内包番組）
- スマイル!スマイル!スマイル!（金 19:30 - 20:00）
- 駒あき子の音楽畑（金 21:00 - 21:30）
- ガチャガチャラジオ（金 20:00 - 20:30）
- Voicession Wave（金 22:00 - 22:30）
- 京夏と愛結の至福のひととき（金 23:00 - 23:30）

土曜日
- 谷川明の「何でもあり」（土 8:00 - 8:15）
- mix9000（土 21:00 - 21:30）
- 菅原潤子のじゅんこ散歩（土 23:00 - 23:30）

日曜日
- with music Pro天狗（日 7:30 - 8:00）
- 吹奏楽スクエアー（日 8:00 - 8:30）
- Mwave群馬ワイン女子部（日 11:00 - 11:30）
- すみれのオープンラウンジ（日 14:00 - 15:00）
- Gsports radio!（日 16:00 - 16:30）
- Radio Trip（日 16:30 - 17:00）

## 主なパーソナリティー及び担当番組
- 青柳美保（M-WAVE EVENING EXPRESS、ムーちゃんのまえばしSow業ラジオ、Mwave群馬ワイン女子部）
- 横山まい（Clip-クリップ-、火曜、木曜担当）
- 礒干彩香（おはよう!まえばしcolor（月曜 - 金曜パーソナリティ）、Clip-クリップ-（月曜、水曜、金曜）
- ヤキマンデー さとし（やきMONDAY　あん入り260円、おはよう!まえばしcolor　水　隔週）
- 小せんちゃん（こせんちゃんのMy Favorite Songs、おはよう!まえばしcolor　月・金）
- 木村ユタカ（木村ユタカのゆるっとふわっとユタカな時間、おはよう!まえばしcolor　木）
- せきあっし（おはよう!まえばしcolor　火）

## 終了した番組
- 星野光映のミツエットラジオ
- 和田尚人のおもちゃバコ!
- ちょこっとAKG
- COSMOS
- MMGP
- 浦井なおのまえばしドット混む
- ぐんまの社長.FM
- でっちの上げ底おかめの宙返り
- リンクしようよ～!!
- CINEMA TIME
- Club Manhattan
- 前橋vs高崎（仮）
- えきまえラジオ新前橋
- DISCO DISCO 845
- 桃箱のmofumofu らじお
- What's BOX!
- 横田正弘のマイクラシックス
- L.I.P. Living Information Program
- M's ガーデン
- いなせなコネクション
- Cherry's Order
- JOBJOB大ジョブ
- まえばしスタジアム
- てんちゃんのあしたてんきになーれ
- Love my town!そうだんべ!
- ひるどき845カフェ
- けやきガーデン845
- オカルトチャンネル845
- じかんどろぼう
- ヨロコンデ　GOODTIME　GOODSMILE
- お熱いのがお好き
- まえラジ
- まえばし Try Everything!
- 「RA-BA-SIN」の“Lovers Scene”
- 木山裕策のhome cafe
- Family Smile -ファミリースマイル-
- AIR PLACE（ラジオ高崎との共同制作）

## 過去に在籍したパーソナリティー及び担当番組
- 日高真理（おはよう!まえばしcolor）
- 小松美帆（ひるどき845カフェ）
- 岡田直美